# Su Turhan
Su Turhan (Süleyman, * 1. Januar 1966 in Istanbul, Türkei) ist ein deutscher Regisseur, Drehbuchautor und Schriftsteller.

## Leben
Turhan kam als Kind türkischer Gastarbeiter im Alter von zwei Jahren nach Deutschland. Er studierte an der Ludwig-Maximilians-Universität München Neuere Deutsche Literaturwissenschaft mit Schwerpunkt Filmphilologie und schloss mit dem Magister Artium ab. Im Anschluss arbeitete er in der Filmbranche als Lektor und Producer, bevor er seine Produktionsfirma GetpiX ins Leben ruft.
Als filmischer Autodidakt schreibt, produziert und inszeniert er 1998 seinen ersten Kurzfilm Der Schlüssel mit Rosel Zech und anderen. 2001 entsteht unter seiner Regie der weltweit erste in HD für die Leinwand produzierte Kurzfilm Gone Underground, mit Katja Flint, Ralph Herforth, Lisa Kreuzer und anderen. Kameramann Michael Ballhaus fotografiert den futuristischen Thriller, der auf über 50 Festivals läuft (unter anderen Sundance Filmfestival). 2001 wird Gone Underground mit dem Friedrich-Wilhelm-Murnau-Kurzfilmpreis und dem Deutschen Kurzfilmpreis in Silber ausgezeichnet. Ebenfalls 2001 inszeniert er den 360-Grad-Kuppelfilm Mutti (mit Anja Kling und August Zirner) und Michael Ballhaus an der Kamera. 2004 entsteht ein weiterer Kurzfilm, wieder von Ballhaus fotografiert, mit dem Titel Triell mit Bettina Zimmermann, Florian David Fitz, Tim Seyfi und Thomas Stang, der auf spieltheoretischen Überlegungen des Mathematikers John von Neumann basiert. Su Turhan schreibt auch Drehbücher, dreht Werbespots und Dokumentationen wie Troja – die wahre Geschichte für das ZDF und Hightech for Champions für den Discovery Channel.
Su Turhans Spielfilmdebüt Ayla kam im Frühjahr 2010 in die Kinos. Sein Romandebüt „Kommissar Pascha: Ein Fall für Zeki Demirbilek“ erschien am 4. Januar 2013 als Knaur Taschenbuch. Seit März 2017 erscheinen alle Kommissar-Pascha-Titel im Piper Verlag. ARD Degeto verfilmte in Koproduktion mit dem Bayerischen Rundfunk die ersten beiden Romane. Die Erstausstrahlungen waren am 16. und 23. März 2017 im Ersten.
Su Turhan schreibt seit 2021 an der Hörspielreihe FC Bayern Team Campus. Am 16. August 2023 hat sein erster Radio-Tatort mit dem Titel Seelenfeuer Ursendung. Dafür schafft er die neue Ermittlerfigur Yanina Adler.
Turhan lebt und arbeitet in München.

## Roman
- 2013: Kommissar Pascha: Ein Fall für Kommissar Zeki Demirbilek, Piper Verlag, ISBN 978-3-492-31167-0.
- 2014: Bierleichen: Ein Fall für Kommissar Pascha, Piper Verlag, ISBN 978-3-492-31168-7.
- 2015: Kruzitürken: Ein neuer Fall für Kommissar Pascha, Piper Verlag, ISBN 978-3-492-31169-4.
- 2015: Der Schnitzer, Knaur eBook, ISBN 978-3-426-43280-8 (112 S.). In: Pechschwarzer Sommer – 6 mörderische Storys. Knaur, ISBN 978-3-426-51636-2.
- 2015: Anstich: Ein neuer Fall für Kommissar Pascha, Piper Verlag, ISBN 978-3-492-31170-0.
- 2017: Getürkt: Ein neuer Fall für Kommissar Pascha, Piper Verlag, ISBN 978-3-492-23334-7.
- 2018: Mordslust pur: Ein neuer Fall für Kommissar Pascha, Piper, ISBN 978-3-492-06085-1.
- 2019: Die Siedlung – Sicher bist du nie, Piper, ISBN 978-3-492-06135-3.
- 2020: Tödliche Auszeit: Ein neuer Fall für Kommissar Pascha, Piper, ISBN 978-3-492-06162-9.
- 2021: Frau Habersak und die Sache mit den leuchtenden Dämonen, Attenkofer’sche Buch- u. Kunstdruckerei, ISBN 978-3-947029-46-4.
- 2024: Team Campus (1). Startschuss ins Fußballglück., Arena Verlag, ISBN 978-3-401-60773-3.
- 2024: Verwerfungen: Ein neuer Fall für Zeki Demirbilek, Maximum, ISBN 978-3-986-79045-5.

## Kurzgeschichten
- 2013: Noel Baba. In: Teresa Pütz (Hg.): Stollen, Schnee und Sensenmann, Knaur Taschenbuch, ISBN 978-3-426-51609-6.
- 2014: Frau Habersak und die Sache mit Nyl und dem Teich. In: GrenzenLos – Vielfalt leben: Ausgewählte Erzählungen und Kurzgeschichten , Free Pen Verlag, ISBN 978-3-945177-26-6.
- 2014: Melek, mein Engerl. In: Emily Modick (Hg.): Türchen, Tod und Tannenbaum, Knaur Taschenbuch, ISBN 978-3-426-51815-1.
- 2016: Dortmunder Leichenglück. In: H.P. Karr, Sigrun Krauß, Herbert Knorr (Hg.): Mord am Hellweg VIII. Glaube. Liebe. Leichenschau, Grafit Verlag, ISBN 978-3-89425-474-2.
- 2016: Tausendundeine Weihnacht. In: Isabel Spanier (Hg.): Plätzchen, Punsch und Psychokiller, Knaur Taschenbuch, ISBN 978-3-426-51962-2.
- 2017: Mit Hirn und Liebe. In Wir haben die Wahl. Warum wir gerade jetzt für unsere Freiheit einstehen sollten Piper-Verlag, ISBN 978-3-492-05881-0.
- 2017: Mutlu Noeller. In: Laura Lichtenwalter, Regine Kölpin (Hg.): Kerzen, Killer, Krippenspiel, Knaur Taschenbuch, ISBN 978-3-426-52163-2.
- 2020: Frigo. In: Michaela Sappler, Susanne Massard (Hg.): Tödlich aufgetischt. Piper-Verlag, ISBN 978-3-86612-493-6.
- 2020: Juist sehen und sterben. In: Angela Eßer (Hg.): Mords-Töwerland Gmeiner-Verlag, ISBN 978-3-8392-2610-0.
- 2022: Cowboy-Schorle in der Fuggerstadt. In: Joëlle Stüben, Anne Verhoeven (Hg.): Wichtel, Wunder, Weihnachtsmord, Knaur Taschenbuch, ISBN 978-3-426-52933-1.
- 2023: Die 1-Cent-Münze. In: Rahel Schmidt (Hg.): Teelicht, Tatort, Tannenduft, Knaur Taschenbuch, ISBN 978-3-426-53039-9.
- 2024: Rot wie Blut. In: Gramoschke Miriam (Hg.): Myrrhe, Mord und Marzipan, Knaur Taschenbuch, ISBN 978-3-426-44994-3.

## Hörspiel
- 2021: FC Bayern Team Campus, Hörspielreihe. CD 1 Folge 1 Die Wette, Folge 2 Das letzte Spiel[9]
- 2021: FC Bayern Team Campus, Hörspielreihe. CD 2 Folge 3 Alles anders, Folge 4 Stammplatz-Alarm[10]
- 2022: FC Bayern Team Campus, Hörspielreihe. CD 3 Folge 5 So nicht, Jungs!, Folge 6 Plan A[11]
- 2022: FC Bayern Team Campus, Hörspielreihe. CD 4 Folge 7 Derby Match day, Folge 8 Abschiedsgeschenke[12]
- 2022: FC Bayern Team Campus, Hörspielreihe. CD 5 Folge 9 Pizza für alle, Folge 10 Campus Familie[13]
- 2022: FC Bayern Team Campus, Hörspielreihe. CD 6 Folge 11 Fixe Idee, Folge 12 Teamgeist[14]
- 2022: FC Bayern Team Campus, Hörspielreihe. CD 7 Folge 13 Spielabbruch, Folge 14 Nichts geht mehr[15]
- 2022: FC Bayern Team Campus, Hörspielreihe. CD 8 Folge 15 Ehrensache, Folge 16 Neuer Look[16]
- 2022: FC Bayern Team Campus, Hörspielreihe. CD 9 Folge 17 Jeder ist anders, Folge 18 Skills Lab[17]
- 2022: FC Bayern Team Campus, Hörspielreihe. CD 10 Folge 19 Vorurteile, Folge 20 Weihnachten auf dem Campus[18]
- 2023: Seelenfeuer, in der Reihe Radio-Tatort. Ursendung 16. August 2023[19]
- 2023: FC Bayern Team Campus, Hörspielreihe. CD 11 Folge 21 Das Selfie, Folge 22 Vollgas[20]
- 2023: FC Bayern Team Campus, Hörspielreihe. CD 12 Folge 23 Der Hallencup, Folge 24 Der neue Star[21]
- 2023: FC Bayern Team Campus, Hörspielreihe. CD 13 Folge 25 Das Versprechen, Folge 26 Der Schlendrian[22]
- 2023: FC Bayern Team Campus, Hörspielreihe. CD 14 Folge 27 Schlimmer geht nicht, Folge 28 Der Lederfußball[23]
- 2024: FC Bayern Team Campus, Hörspielreihe. CD 15 Folge 29 Wie verhext, Folge 30 Das Elite-Camp[24]
- 2024: FC Bayern Team Campus, Hörspielreihe. CD 16 Folge 31 Der Videobeweis, Folge 32 Zwei Herzen[25]
- 2024: FC Bayern Team Campus, Hörspielreihe. CD 17 Folge 33 Fußballbrüder, Folge 34 Die Fügung
- 2024: Weltentrunk, in der Reihe Radio-Tatort. Ursendung 17. August 2024[26]
- 2024: FC Bayern Team Campus, Hörspielreihe. CD 18 Folge 35 Das Trainingslager, Folge 36 Die Challenge
- 2024: FC Bayern Team Campus, Hörspielreihe. CD 19 Folge 37 Schlammschlacht, Folge 38 Handyverbot
- 2025: FC Bayern Team Campus, Hörspielreihe. CD 20 Folge 39 Zwangspause, Folge 40 Das Mädchen
- 2025: Karambolage in der Reihe Radio-Tatort. Ursendung 15. März 2025[27]
- 2025: FC Bayern Team Campus, Hörspielreihe. CD 20 Folge 41 Wie die Profis, Folge 42 Keine Chance

## Filmografie (Fiction, Auswahl)
- 1998: Der Schlüssel
- 2001: Gone Underground
- 2003: Triell
- 2009: Ayla
- 2014: Die drei Federn
- 2015: Prinzessin Maleen
- 2017: Kommissar Pascha. Bierleichen
- 2017: Kommissar Pascha
- 2020: Der starke Hans
- 2023: Die verkaufte Prinzessin

## Auszeichnungen
- 2001: Gone Underground Cinérail de Bronze, Frankreich (zweiter Platz)
- 2001: Gone Underground Deutscher Kurzfilmpreis in Silber
- 2001: Gone Underground Friedrich-Wilhelm-Murnau-Kurzfilmpreis, Wiesbaden
- 2002: Gone Underground Festival Internacional de Filmets de Badalona, Barcelona best fiction
- 2009: VGF-Stipendiat im Bayerischen Filmzentrum
- 2015: Kindererzählung Frau Habersak und die Sache mit Nyl und dem Teich ausgezeichnet auf dem Literaturwettbewerb zur 10. Bonner Buchmesse Migration
- 2025: Nominierung Glauser-Preis Sparte Kurzkrimi Rot wie Blut